# لوسيل دومون
لوسيل دومون (بالإنجليزية: Lucille Dumont)‏ (20 يناير 1919 في مونتريال - 29 يوليو 2016)، مغنية كندية ومقدمة برامج إذاعية وتلفزيونية. يُنسب إليها الفضل من قبل قاعة مشاهير مؤلفي الأغاني الكنديين في أنها "خدمت وشخصت الموسيقى الشعبية في كيبيك" وقامت بتعزيز موسيقى مؤلفي الأغاني في كيبيك من خلال غنائها لأغانيهم. كما يُنسب إليها الفضل أيضًا في أنها "كانت في طليعة التلفزيون الكيبيكي"، حيث شاركت في أولى برامج التلفزيون الخاصة بشبكة راديو كندا.
تم إدخالها إلى قاعة مشاهير مؤلفي الأغاني الكنديين في عام 2006، وكانت أيضًا ضابطًا في وسام كندا وضابطًا في الوسام الوطني لكيبك.

## حياتها المبكرة
وُلدت لوسيل دومون في 20 يناير 1919 في مونتريال، كيبيك. منذ صغرها، شجعتها والدتها – التي كانت تتمتع بموقف غير تقليدي بالنسبة لتلك الفترة – على الأداء في إحدى محطات الراديو.

## المسيرة المهنية
بدأت لوسيل دومون أولى خطواتها الفنية تحت اسم "ميشيلين لالوند" بسبب الوصمة الاجتماعية التي كانت تحيط بالمطربين في تلك الفترة. في 16 أكتوبر 1935، وعندما كانت في السادسة عشرة من عمرها، قامت دومون بأول ظهور احترافي لها، حيث غنت في برنامج "Sweet Caporal" الإذاعي الذي كان يُنتج بواسطة ليون لوسيور، عازف البيانو والعضو في الأوركسترا والمُلحن الذي كان يعتبر مرشدها الفني. في نفس العام، بدأت دومون تقديم برنامج "Linger Awhile" وبرنامج "Two Messengers of Melody" الإذاعي، حيث كان لوسيور يعزف على آلة الأورغن في البرنامج الثاني الذي كان يُبث من قاعة "تودور هول" التابعة لجيمس س. أوغلفي. 
في المراحل المبكرة من مسيرتها، كانت دومون تؤدي في الغالب أغاني لوكسيان بويير، مع التركيز على الموسيقى الفرنسية منذ البداية. في أبريل 1945، في حفل لجمع الأموال للحرب، أدت أغنية *Insensiblement* التي ألّفها بول ميزراكي وأخرجها راي فينتورا. كان هذا العرض هو العرض الأول للأغنية في كيبيك، وقد لاقى نجاحًا هائلًا. دعا فينتورا دومون للسفر إلى فرنسا للقيام بجولة فنية، إلا أنها رفضت العرض لأنها كانت على وشك الزواج من جان موريس بايلي، المعلق الرياضي في "راديو كندا"، بعد شهرين.
تصف "الموسوعة الكندية" دومون بأنها "أعظم مفسرة لأغاني الكاتب الموسيقي جاك بلانشيت". وبفضل أدائها لأغانيه، فازت دومون بالمركز الأول في *Concours de la chanson canadienne* عام 1957، وحصلت على المركز الثاني في مسابقة *Chansons sur mesure* عام 1962. في عام 1965، قدمت دومون برنامجها التلفزيوني الخاص بعنوان *Lucille Dumont*. وفي نفس العام، سجلت ألبومها الثاني الذي تضمن أغاني من تأليف مؤلفين موسيقيين كنديين، وصدر عن شركة "كولومبيا للتسجيلات". في عام 1968، بدأت دومون في تدريس الأداء الغنائي، وأسسّت *Atelier de la Chanson*، وهي مدرسة موسيقية في مونتريال. كرّست جزءًا كبيرًا من وقتها للتدريس، وأوضحت في مقابلة أن هذه التجربة كانت غنية ومفيدة لها. من بين طلابها كان هناك ماري-دينيز بيلتييه، وسوزان ستيفنز، وجولي آريل. وقد منحها الوسام الوطني لكيبك تكريمًا على مساهمتها في إطلاق مسيرتهم الفنية للعديد من الفنانين الكيبيكيين.
تقاعدت دومون في عام 1999، وتوفيت في 29 يوليو 2016 عن عمر يناهز 97 عامًا.

## جزء من قائمة الأعمال الغنائية
- Avant
- Chanson inutile
- Ciel se marie avec la mer (Le)
- En do majeur
- Je resterai tout seul
- Les Machines
- La Main noire
- Maître Pierre
- Mon Saint-Laurent si grand si grand

## الجوائز والتكريمات
- في عام 1947، تم انتخاب لوسيل دومون كـ "ملكة الراديو" من قبل قراء مجلة راديو-موند، لتكون أول مغنية تحصل على هذا اللقب. في عام 1950، أطلق عليها جان بولو لقب "الـ *Grand" Dame de la Chanson"، (سيدة الأغنية الكبرى).
- تم إدخالها إلى قاعة مشاهير مؤلفي الأغاني الكنديين في عام 2006.
- في عام 2009، تم تكريمها بمنحها لقب "ضابط" في وسام كندا. وبعد عامين، أصبحت ضابطة في الوسام الوطني لكيبك.[3]